# Palazzo Cigola Fenaroli
Palazzo Cigola Fenaroli è un edificio storico di Brescia, situato in pieno centro storico, in via Carlo Cattaneo e vicino a piazza Tebaldo Brusato. Appartenne in origine alla nobile famiglia dei Maggi, per poi passare ai Cigola ed infine ai Fenaroli.

## Storia
Il palazzo parrebbe uniforme nelle architetture, ossia il risultato di un'unica ed omogenea costruzione. In realtà, esso è costituito da due fabbricati di epoche ben diverse:
(Fausto Lechi, ibidem)

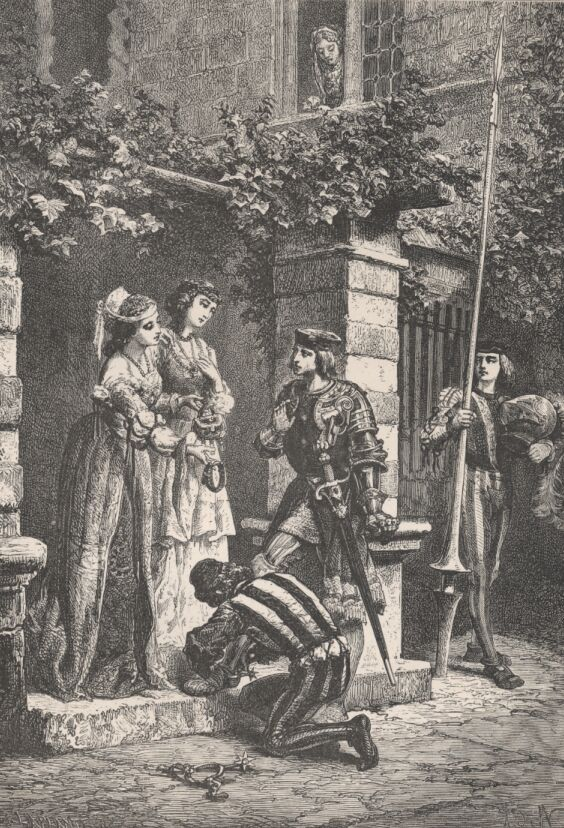
Il cavaliere Baiardo che si congeda dalle signore bresciane dopo la convalescenza

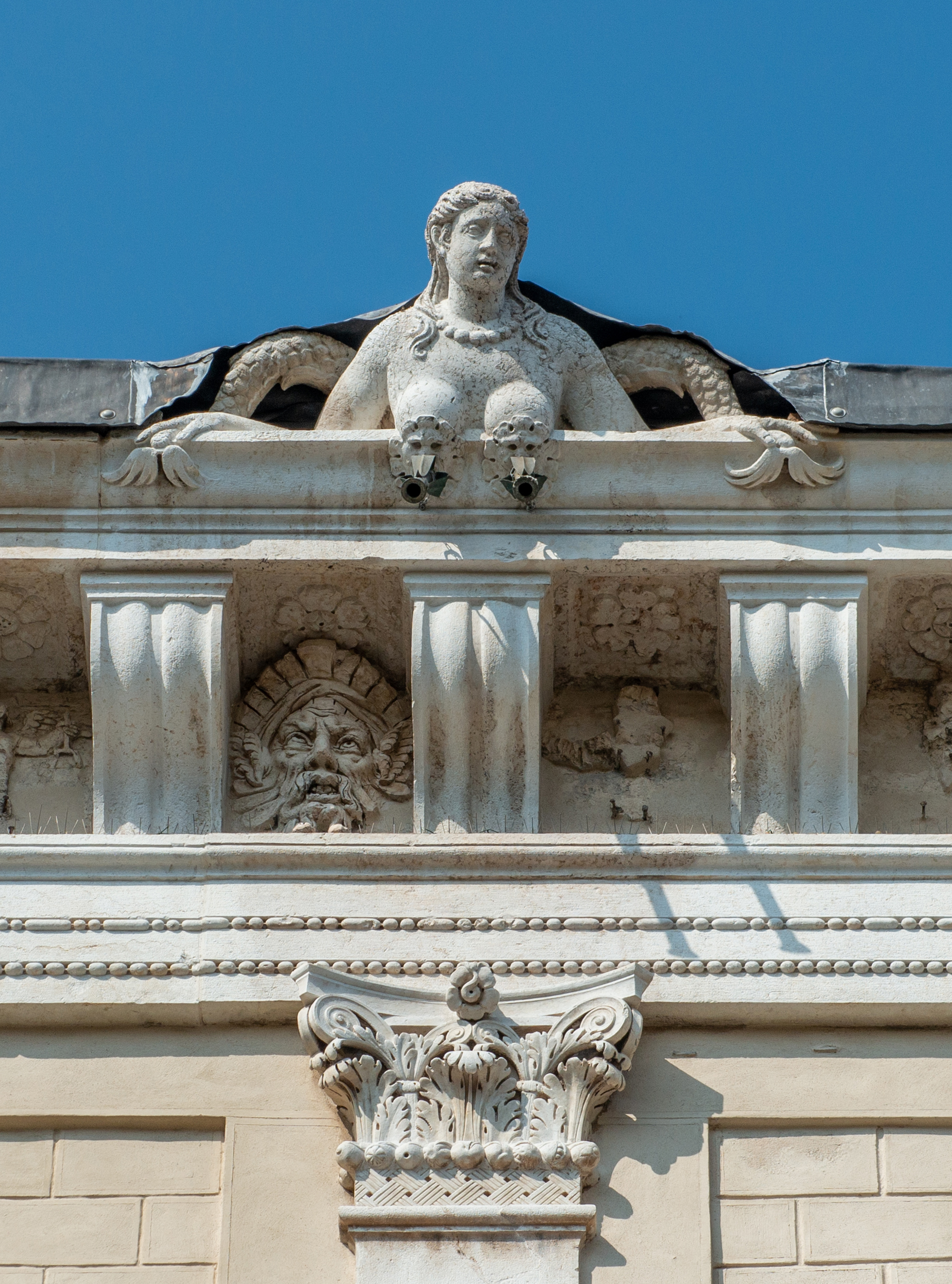
Dettaglio della cornice decorativa esterna del palazzo

Una prima parte, ossia quella più antica, appartenne in origine alla famiglia Maggi. Nel XV secolo vi abitò infatti Ugolotto Maggi, discendente per ramo del padre Folco da Federico (a sua volta fratello del celebre Berardo, primo signore della città). Secondo una leggenda, inoltre, durante il sacco di Brescia la dimora avrebbe ospitato il cavaliere Pierre Terrail de Bayard, che, costretto a letto da una ferita alla gamba, avrebbe passato la propria convalescenza nel palazzo, ospitato dai Cigola.
Un estimo del 1517, inoltre, testimonia come la stessa abitazione fosse una dimora "ruinada dagli Spagnoli", mentre in alcune annotazioni posteriori è evidenziato ancora lo stato in corso dei lavori, tant'è che viene detta, nel 1534: "una casa per suo habitar la quale si fa fabbricar". Al 1588 la moglie di Giovanni Maggi, Chiara Coradelli, la descrive "non ancora finita". In virtù di queste documentazioni, dunque, sembrerebbe che tre lati dei portici del cortile interno, sormontati da un'ulteriore loggia, siano databili con certezza al 1534 circa ed attribuibili agli interventi commissionati da Giacomo Maggi; la facciata del palazzo e gli interni sarebbero invece attribuibili ad un secondo e più consistente intervento, attribuibile al figlio Giovanni e databile "tra il sesto ed il settimo decennio del '500".
A questo punto la famiglia Cigola, che già possedeva all'epoca un edificio ad est del palazzo, comprò l'edificio proprio da Giovanni, con atto di permuta databile al 1627. Sia nel testé citato atto di compravendita, che in un estimo del 1641, i Cigola identificano il palazzo come "quondam Iohannis Maggi", affermando inoltre che per differenziarlo dall'edificio che affacciava sull'attuale piazza Tebaldo Brusato era chiamata: 
(Fausto Lechi, ibidem, vol. III, pag. 68)
Ad acquisizione compiuta, perciò, si suppone che i Cigola si dedicassero interamente all'integrazione della nuova ala del palazzo con i precedenti fabbricati, già da loro posseduti; infatti la parte che corrisponde al cortile seicentesco fu fatta costruire da Giovanni Battista Cigola attorno al 1670; L'intervento infatti unì ed estese la facciata "unitaria" dell'edificio anche fin su via Carlo Cattaneo.
Inoltre, in data 22 marzo 1848, il feldmaresciallo dell'esercito imperiale austriaco Edmund di Schwarzenberg vi firmò la capitolazione delle truppe austriache di fronte alle autorità municipali bresciane. All'epoca l'intero immobile era proprietà della famiglia Cigole, più precisamente era spartita tra il conte Alessandro e Cesare Cigola; all'inizio del XX secolo, tuttavia, alla morte del primo parte del palazzo fu ceduta a Lelio Fenaroli, mentre l'altra porzione restò possedimento di Cesarina Cigola. Infine, alla morte di quest'ultima, con l'estinzione della famiglia stessa dei Cigola, anche la restante parte della dimora fu ceduta alla famiglia Fenaroli.

## Descrizione

### L'esterno

Il portale di palazzo Cigola Fenaroli su via Carlo Cattaneo

La facciata del palazzo è suddivisa in due diversi registri: il primo livello, impostato a livello del terreno, è caratterizzata da una copertura a bugnato rustico, con finestre costituite da cornici piuttosto semplici; il secondo livello invece, superiore al primo, è ritmato da delle paraste corinzie, con finestre ad edicola a loro volta sormontate da timpani triangolari. Anche in questo caso è presente una copertura a bugnato, tuttavia meno evidente e più liscia rispetto al livello inferiore. Tale motivo architettonico e decorativo, in realtà, costituisce un unicum nel panorama delle residenze nobiliari bresciane.
Un altro elemento atipico della decorazione esterna del palazzo è il portale d'accesso stesso, che, con i suoi elementi architettonici inusuali, costituisce anch'esso un caso più unico che raro. I telamoni, infatti, sono in realtà il risultato di una assai curiosa fusione di più figure mitologiche: sono appunto privi di braccia e di gambe, le quali sono sostituite da dei pilastri rastremati, caratteristica tipica dell'erma; ciononostante essi posseggono dei piedi, esattamente come dei tipici telamoni. Barbuti e dotati di un turbante, muniti di vistosi e piedi (soprannominati dai bresciani "i pè de casa Sigola"), essi sorreggono frammenti di una trabeazione sottostante, che funge da mensola al soprastante balcone in marmo.
Degne di ulteriore menzione sono anche le già citate paraste del piano superiore, sormontate da dei capitelli corinzi cosiddetti "bipartiti": essi, infatti, sono stati realizzati mediante una sola fila di foglie e vegetali, al di sotto delle quali è scolpito l'intreccio di un cesto; il motivo è chiaro ed allude alla descrizione fatta da Vitruvio circa la nascita del capitello corinzio, secondo cui esso sarebbe derivante da un paniere di offerte votive, avvolto da delle foglie d'acanto.

### Gli interni

#### L'ala Cinquecentesca
Il portico interno è formato da tre lati, con quattro campate per ciascuno. Il salone del palazzo è invece accessibile dallo scalone che si incontra a mezzogiorno, che porta ad una galleria; quest'ultima, in realtà, somiglia più ad una loggia chiusa. Il salone stesso, peraltro, ha una copertura a cassettoni in legno, che per varietà decorativa, motivi ed originalità costituisce un caso unico nell'ambito delle dimore nobiliari della città.
La prima sala che si incontra da sud è decorata da affreschi ottocenteschi: al centro di essa vi è un medaglione, solo dipinto, ai cui lati trovano posto le figure di Bacco ed Arianna, oltre che due putti; proseguendo, la seconda sala offre un'interessante decorazione in chiaroscuro, databile al periodo neoclassico e raffigurante alcuni degli eventi della guerra di Troia. La terza sala apre la scena ad un affresco realizzato attorno al 1790, che inquadra al centro un medaglione circondato dalle figure allegoriche della Fama e della Gloria; la sua realizzazione è attribuita dal Lechi a Sante Cattaneo oppure all'allievo di questi, Carlo Frigerio. Decorazioni a festoni, infine, scendono dagli spigoli verso gli stemmi nobiliari rispettivamente dei Martinengo, dei Cigola stessi e dei Molin.
Spostandosi al di là della galleria, si incontrano due sale la cui struttura è databile alla metà del Cinquecento, benché le decorazioni del soffitto di entrambe risalgano alla fine del '700; la grande sala che segue la galleria, inoltre, è riccamente decorata da tappezzerie varie, da stucchi e specchiere. Dopo di essa, vi è la grande sala da pranzo, abbellita nella sua struttura complessiva da finte lesene e da tre quadri, ciascuno ritraente le altre località con residenze della famiglia Cigola: rispettivamente, Muslone, Seniga e Bassano.

#### L'ala Seicentesca
Anche nell'ala seicentesca del palazzo sono proposte le medesime soluzioni: l'atrio infatti è formato da un doppio ordine di colonne ed il portico ha tre arcate, di ordine tuscanico. Al primo piano, secondo il giudizio del Lechi, vi è solamente una sala degna di nota: l'alcova vicina al grande salone (il quale è vuoto e privo di decorazioni), le cui decorazioni costituiscono un esempio emblematico del Barocco bresciano; essa infatti è stata decorata probabilmente nel 1734, in onore del matrimonio tra Cesare e Livia Martinengo Da Barco. Anche le porte della stanza, entrambe a due riquadri, sono degne di menzione: nel più basso sono raffigurate delle scene mitologiche, mentre in quello superiore uno specchio a cui sono sovrapposte sfarzose tele. Nel soffitto della sala, infine, vi è un motivo decorativo che la percorre interamente ed è costituito da una balaustra con volute e movimenti floreali; da essa si affaccia una domestica con un cane, oltre che un domestico con il quale è intenta a dialogare attraverso la scena della stanza. Infine, un altrettanto finto colonnato innalza la volta stessa con dei riquadri, nei quali volano dei piccoli putti: un medaglione centrale ritrae Venere e Marte seduti su di una nuvola, con attorno ad essi altri putti alati con in mano le armi del dio della guerra, sconfitto e vinto dal potere dell'Amore.

## Curiosità
Il palazzo ha anche avuto occasione di comparire in una produzione cinematografica. Infatti in una delle scene de Il magnifico cornuto, diretto da Antonio Pietrangeli, Ugo Tognazzi accompagna in macchina fino a casa la propria amata, interpretata da Claudia Cardinale, che abita proprio nell'elegante dimora rinascimentale.